# Північноамериканська зона вільної торгівлі
Північноамерика́нська угода про ві́льну торгі́влю (НАФТА; англ. North American Free Trade Agreement, NAFTA) є угодою між Канадою, Мексикою та США.
Згідно з цією угодою, із січня 1994 було розпочато формування найбільшого у світі ринку, створення якого передбачалося завершити у 2009.
Специфічність НАФТА визначалася низкою характеристик, які певною мірою відрізняли її як від західноєвропейської, так і від інших моделей міжнародної економічної інтеграції.
НАФТА була найбільшою в світі регіональною зоною вільної торгівлі, з населенням у 478 млн осіб і сукупним ВВП в розмірі 20,7 трлн дол. США (близько 30% світового ВВП).
30 листопада 2018 р. в м. Буенос-Айрес (Аргентина) США, Мексика і Канада підписали нову торговельну угоду USMCA (англ. Agreement between the United States of America, the United Mexican States, and Canada), яка замінить Північноамериканську угоду про вільну торгівлю (NAFTA). Документ підписали: президент США Дональд Трамп, президент Мексики Енріке Пенья Ньєто і прем'єр-міністр Канади Джастін Трюдо перед початком саміту країн Великої двадцятки (G20).

## Передумови
Наприкінці 1980-х розпочинається серія консультацій та переговорів з приводу поглиблення та юридичного оформлення інтеграційних зв'язків між Мексикою і США. Звичайно ж, Канада не могла залишатися осторонь мексикансько-американського зближення: вона приєднується до переговорного процесу, який завершився у вересні 1992 р. підписанням тристоронньої угоди про створення Північноамериканської угоди про вільну торгівлю — North American Free Trade Agreement (NAFTA).

## Особливості інтеграції
По-перше, Північноамериканська угода про вільну торгівлю має континентальні масштаби. У світовому господарстві — це перше інтеграційне угруповання з такою характеристикою. Воно об'єднує лише три, але досить великі за територією, людськими ресурсами та економічним потенціалом країни. США, Канада, Мексика це країни, в яких досить добре розвинена нафтова промисловість.
По-друге, країни, що об'єднались у НАФТА, мають різні рівні економічного розвитку, більше того, рівень Мексики різко контрастує з рівнем США та Канади. Власне, це не є винятковим явищем: у Західній півкулі подібний приклад демонструє МЕРКОСУР, до якого поряд з такими велетнями Латинської Америки, як Бразилія та Аргентина, входять Уругвай і Парагвай, котрі значно поступаються їм в економічному розвитку.
По-третє, яскраво вираженим центром Північноамериканської зони вільної торгівлі залишаються США — світовий лідер із науково-технічним потенціалом та конкурентоспроможною економікою.
Основні торговельні та інвестиційні канали в межах угруповання спрямовані переважно зі США або до США; більша частина зовнішньоторговельного обороту Канади і Мексики припадає на торгівлю зі США. Щодо канадсько-мексиканських торговельних та інвестиційних зв'язків, то до останнього часу вони залишалися надто слабкими.
По-четверте, угода має широкомасштабний характер: вона охоплює виробничу сферу, міжнародну торгівлю, фінансові відносини між країнами — інтегрантами, інвестиційну діяльність, розширює вільний рух капіталів, необмежений вивіз прибутків і доходів, поглиблює лібералізацію взаємної торгівлі, регулює порядок міграції робочої сили тощо.
По-п'яте, країни-члени НАФТА є водночас і атлантичними, і тихоокеанськими, вони майже рівновіддалені від двох інших потужних світових економічних регіонів — Західної Європи та Азійсько-Тихоокеанського регіону, що дає можливість рівномірно розвивати економічні зв'язки з ними і суттєво впливати на розвиток цих зв'язків.
На відміну від Європейського Союзу, що піднявся на найвищий інтеграційний щабель, НАФТА не має досконалої структури національних органів регулювання тристоронніх відносин, що в наш час[коли?] цілком влаштовує Канаду і Мексику, які вбачають у ній загрозу політичній та економічній незалежності. Зрештою, зона вільної торгівлі — це перший етап у міжнародній економічній інтеграції, і йому притаманні свої інституційні механізми.

## Засади об'єднання
Особливість угоди про НАФТА полягає також у тому, що вперше у світовій практиці в системі світових господарських зв'язків інтеграційне угруповання об'єднало найбільш високорозвинуті країни сучасності з однією з країн, що розвивається, яка ледь піднялась до рівня «нових індустріальних середніх держав».
Головними стимулами інтегрування є спільні економічні інтереси, що разом із принципами взаємовигідних відносин складають фундамент угоди.
Цілі угоди полягають у тому, щоб позбутися перешкод у торгівлі, створити умови для справедливої конкуренції, збільшити доцільність інвестування, спільно захищати права інтелектуальної власності, запровадити ефективний механізм співпраці та розв'язання суперечностей, а також розвивати тристоронню, регіональну та багатосторонню співпрацю.

## Наслідки створення НАФТА
НАФТА є однією з головних мішеней критики альтерглобалістського руху. Початок повстання сапатистів у мексиканському штаті Чіапас був приурочений до набуття чинності договору про Північноатлантичну зону вільної торгівлі.
Незважаючи на суттєве збільшення взаємного товарообігу після утворення НАФТА, частка країн НАФТА у зовнішній торгівлі один одного не дуже змінилася. Обсяг взаємного експорту між країнами НАФТА у 1994—2013 роках зріс із 297 млрд доларів до 1189 млрд доларів. Частка взаємного експорту цей період зросла з 41,4 % до 49,2 %.
У квітні 1999 року Комісія договору про зону вільної торгівлі в Північній Америці опублікувала дані про те, що США за 5 років існування НАФТА за рахунок зростання експорту до країн-партнерів отримали 14,8 млн нових робочих місць, у той час як Мексика — 2, 2 млн, а Канада — 1,3 млн.
За підсумками 20 років існування НАФТА можна констатувати значне зростання кількості робочих місць у всіх країнах (насамперед у Канаді та Мексиці). За 1993—2013 роки кількість робочих місць у Мексиці зросла з 31,3 млн осіб до 51,5 млн осіб, у Канаді з 12,8 млн осіб до 19,1 млн осіб, тоді як у США лише зі 120,0 млн осіб до 155400000 чоловік.
Різні екологічні та профспілкові групи у США, як і багато членів американського Конгресу, продовжують побоюватися переміщення ділової активності до Мексики з її низькими трудовими та екологічними стандартами; крім того, потік іммігрантів із Мексики вже сягає 300 тис. Чоловік на рік. Торгові питання та тиск глобальної економічної взаємозалежності викликають великі політичні дебати: чи будуть створені нові робочі місця в США або, навпаки, вони сильно скоротяться, чи зменшиться заробітна плата американських робітників, чи зросте дефіцит федерального бюджету; хоча у своїй процес реалізації угоди проходить досить спокійно у атмосфері відносного економічного підйому. Вільна торгівля вважається причиною зростаючої нерівності економік Канади та Мексики з економікою США, так само як і скорочення програм соціальної підтримки в цих країнах, що триває перекладання податкового навантаження з корпорацій на громадян, високого рівня безробіття, подальшого зубожіння найбідніших провінцій та штатів. Проте рівень безробіття США 1999 року становив 4 % проти 7,5 % 1992 року, за п'ять років із 1994 року створено 15 млн нових робочих місць.
Розширення товарообігу між США, Канадою та Мексикою, і зокрема зростання імпорту США з країн НАФТА, сприяє зростанню дефіциту торговельного балансу США, який у 2005 році вже перевищив 720 млрд доларів. Канада та Мексика займають четверте та п'яте місця серед країн, з якими США мають найбільший торговий дефіцит (після Японії, Китаю та Німеччини).
За підсумками 20 років функціонування НАФТА дослідники зазначають, що зона вільної торгівлі не призвела до істотного скорочення розриву в заробітній платі в Мексиці з одного боку та в США та Канаді — з іншого.
Обраний наприкінці 2016 року 45-м президентом США Дональд Трамп заявив про необхідність перегляду умов, на яких США входять в угоду, допускаючи при цьому можливість виходу з неї, назвавши НАФТА «найгіршою угодою» з будь-коли існуючих у світі. Нова угода  англ. Agreement between the United States of America, the United Mexican States, and CanadaUSMCA (за першими літерами у назвах країн) була підписана 30 листопада 2018 року. Трамп заявив, що після підписання нової угоди Мексика та Канада стануть чудовими торговими партнерами Сполучених Штатів.